# Cumani și pecenegi în Țara Făgărașului

Țara Făgărașului

Prima atestare a regiunii Țara Făgărașului a fost „Terra Blacorum”, in 1222.
În Evul Mediu, a găzduit pe lângă populația românească și comunități sedentarizate la sfârșitul secolului al XIII-lea ale unor variate seminții turcice tradițional migratoare cum ar fi cumanii, pecenegii, și, într-o mai mică măsură uzii sau chiar bulgari turcici (originari din regiunea fluviului Volga). Astfel, documentele timpului semnalează existența în anul 1224 a silvei Blacorum et Bissenorum (pădurea blazilor și a pecenegilor) posibil între Munții Făgăraș și Valea Oltului, în „zona străbătută de numeroase ape, unde există toponime și hidronime de origine turcică”. Pe teritoriul de azi al așezării făgărășene Viștea de Jos a existat chiar o episcopie catolică a cumanilor. De altfel, zona etnografică a Viștei poartă denumirea de Valea Izinelor, numele "Izin" putând fi de proveniență turcică , dar si slavă  Cumanii poate și-au lăsat amprenta în denumirile comunelor care până în ziua de azi se numesc Comana (care din Latinescul coma inseamnă coamă, creastă, culme  ) si respectiv Șinca.
Numele "Coman" și derivatele sale in România totuși nu par a avea nici o legătura cu numele Cumanilor din Evul Mediu, nu au fost atestate decât in perioada modernă iar locurile cu cea mai mare frecvență de astfel de nume nu a produs nici o evidența arheologică de așezari Cumane
Pecenegii din Arpaș au fost consemnați în documentele regale maghiare ca posesori de diplome la 1222  iar satul Beșimbac (rebotezat recent "Olteț") se traduce prin "pârâul pecenegilor" (în germană "Bissen-bach").
Un hidronim de origine pecenegă este lacul Pecineagu din sud-estul grupei Munților Făgăraș

## Castă aristocratică pastoralo-militară
Pecenegii și cumanii constituiau așa-numite caste "pastoralo-militare" și există documente care îi consemnează pe pecenegii din zona Făgărașului ca participând adesea, pe lângă atribuțiile lor oficiale de "grăniceri", ca mercenari sau voluntari pe lângă saxoni și români în armatele diferiților magnați locali din Transilvaniei  cum a fost cea  a comitelui Ioachim din Sibiu . Cavalerii teutoni, a căror prezență in zonă a fost scurtă (1211-1225) au fost chemati pentru ca apararea oferita de pecenegi a dezamagit regii Ungariei. Ei s-au așezat în sud-estul Transilvaniei si au construit un sistem de apărare, dar nu au avut voie să construiască cetăți de piatră  "Este admis azi că întemeierea statului Valahia (Țara Românească) nu a rezultat în urma unei “descălicări” a legendarului Negru-vodă venind din Făgăraș în 1290 ci a rezultat in urma consolidării elementelor locale . Dar, Neagu Djuvara considera ca "una din căpeteniile românilor din regiunea Făgăraș, cu nume prezumtiv de origine cumană, Toktomer-Thocomerius, poreclit (ulterior?) Negru Vodă, coboară cu ceata lui în anii 1290, și-și așază "scaunul" în orașul Câmpulung" . Această ipoteză a identității Thocomerius - Negru Vodă este controversată
Rolul cumanilor în apariția incipientă a aristocrației române, deși neînsușit de Nicolae Iorga, este mai recent , din ce în ce mai insistent pus în evidență de o "noua generație" de istorici. Nu este unanimă opinia potrivit căreia "o parte din căpeteniile pecenegilor, uzilor și cumanilor care au dorit să se așeze printre localnici în special dintre cumani se vor fi integrat și ei, sau au fost asimilați în această clasă de stăpânitori de pământuri și de cete războinice, nobilimea sau boierimea română în devenire" astfel încât chiar onomastica primei dinastii domnitoare a Valahiei, cea a Basarabeștilor întemeietori, pare a fi în ultimă instanță indubitabil de spiță cumană.
Basarab era considerat de contemporanii săi ca fiind român / vlah. Regele ungar Carol l-a denumit in mod expres “Basarab infidelis Olacus noster “
Prezența acestor populații turcice în Țara Făgărașului e importantă pentru că doar aici (și în zona de curbură a Carpaților a Milcovului) ele au constituit o considerabilă prezență numerică care a determinat în ultimă instanță înființarea de structuri ecleziastice proprii care le-au permis practicarea religiei creștine catolice de care a fost condiționată acceptarea lor în regiunile controlate de regii unguri.
Cumanii din Făgăraș au constituit doar un segment, o verigă relativ minoră într-o salbă de "Cumani" si "Valahi" ce se întindeau de la vest din Ungaria de azi până la est în sudul Basarabiei, teritoriu unde valahul domn al cumano-valahilor Basarab s-a războit cu ceilalti cumani. Unii istorici merg atât de departe încât să sugereze mai recent ca însuși clanul din care s-a tras Basarab Întemeietorul își avea originile în sudul Basarabiei de azi pe țărmurile de nord-est ale Mării Negre.. Alți cumani, posibil din același spațiu geo-politic și același deceniu al secolului al XIII-lea, probabil, cum s-a văzut mai sus,  înrudiți cu Basarab, și localizați la est de Bugeacul Basarabiei la nordul Mării Negre, au ajuns, covertiți fiind la religia musulmană, începând din al treilea deceniu al secolui al XIII-lea în Siria și Egipt ca gărzi personale ale mamelucilor ca mai apoi să devina componenta principală a acestei caste de conducători militari carea avea să domine politic Egiptul, cu intdermitențe, până la debarcarea în această țară al corpului expediționar al lui Napoleon Bonaparte la începutul secolului al XIX-lea.

## Coabitare medievală româno-cumană înTerra fagarasiensis
Cumanii și pecenegii par a fi conviețuit în simbioză pașnică cu populatia româna, mulți din ei liberi și posesori de diplome nobiliare în Țara Făgărașului. În timp, au fost asimilați de populația ungară și română din zonă. Ducatul Făgărasului a fost sub Basarab I, un fief al românilor cu aprobarea regilor Ungariei. La începutul sec. XIII Țara Făgărașului nu era încă inclusă în jurisdicția ungară și numele pe care românii l-au dat acesteia este de origine română.
Pe vremea lui Mircea cel Bătrân (1355-1418), Țara Făgărașului era feudă a Țării Românești.
Concomitent, românii au folosit și denumiri de localități, râuri și forme de relief de origine cumană și/sau pecenegă. Un model etnic asemănător de conviețuire și asimilare reciprocă a existat tot în Evul mediu, între meglenoromânii vlahi și cumano-pecenegii bizantini din zona Moglen (azi în nordul Greciei nu departe de hotarul cu Bulgaria)  Rămâne de stabilit dacă originile cumanilor și pecenegilor din Făgărăș au fost aceleași cu cele ale celor din Meglen. Numele Berivoi apare atât ca denumire actuală a unui sat străvechi din Tara Făgărașului cât și ca nume al căpetăniei valahe din secolul al XI-lea din Grecia de azi, "Verivoi". 
În fapt, pecenegii stabiliți in zonă sunt supraviețuitorii refugiați după pierderea bătăliilor de la Levounion 1091 și Beroia 1122 (acum Bulgaria) când practic au fost decimați de forțele Imperiului Bizantin. La fel, cumanii refugiați sunt supraviețuitorii luptelor din 1223, când Subutai, cel mai cunoscut general al lui Genghis Khan, i-a învins la Kalka (acum Ucraina). Au fost acceptați de regii Ungariei cu condiția convertirii la catolicism.

### Pajura valahă și heraldica cumană
Emblema casei domnitoare a Basarabenilor, clan care prin tradiție își trasa originea potrivit istoricilor de la Radu Negru. Unii cercetători au început să-i atribuie o probabilă origine cumană (sau după alți istorici pecenegă ) este discutată mai sus, a fost "pajura cu crucea în clonț", emblema unei familii, după toate indiciile, din Făgăraș. Ea a devenit ulterior stemă a Valahiei respectiv a Țării Românești fiind ștanțată pe monezile valahe de la care provine expresia "cap sau pajură?"
Pajura, sau Acvila de munte (ordinul Falconiformes, familia Accipitridae = Aquilidae, numită științific Aquila chrysaetos) este o pasăre cândva comună în sudul Țării Făgărașului (dar care supraviețuiește până azi în rezervația Arpășel din Făgăraș) și a cărei teritoriu era parte din zona montană locuită de valahii (românii) acelor vremuri. În această zonă cu crestele abrupte ale munților Făgăraș, unele din cele mai înalte din întregul lanț carpatin, își face cuibul acvila, de obicei la mari înălțimi . Pajura e mai mică ca dimensiuni decât vulturul, asemuindu-se mai degrabă cu șoimul în abilitatea sa de a fi utilizată la șoimărit.
Acvila (vulturul / șoimul) a fost stindardul legiunilor romane 
 iar acvila cu două capete era simbol al imperiului bizantin Faptul că și monedele de aur dace koson din Transilvania, reprezintă pe o față un vultur, poate arăta o credință vernaculară.
E cunoscut faptul că popoarele turcice au fost foarte atașate de aceste viețuitoare cu care vânau în stepele mărginite de lanțurile muntoase ale Asiei Centrale și estului Anatoliei. Chiar până azi, kirghizii, kazahii sau turcii qashgai precum și cei așa numiți kipcak, Qipcaqs sau "kîpceac" (ramura vestică a acestora din urmă unanim recunoscuți de antropologi ca fiind rămășițe sau "supraviețuitori" contemporani ai cumanilor medievali ) vânează folosindu-se de diferite specii de șoimi pe care în prealabil îi domesticesc.. 
Istoricul maghiar Vásáry István consideră că în Evul Mediu, pajura, endemică în Muntii Făgăraș, era un animal totemic a cărui simbolistică a fost mai apoi încorporată în heraldica unor familii cumane de frunte, care mai apoi au dat casei întemeietoare a principatului român al Valahiei primii domnitori și nucleul viitoarei aristocrații denumită, "boierime". 
Florin Curta (Brătianu și alți istorici) resping această supoziție a lui Vásáry privind un presupus blazon heraldic valah de inspirație cumană
Se spune că familiile Basarabilor și Văcăreștilor își trag prin tradiție rădăcinile din arealul Făgărașului.
Numele dinastic Basarab (cu o probabilă origine tracă conform lui O. Densușianu și S. Paliga sau cumană conform lui Djuvara) a fost întâlnit înainte de Basarab I (vezi Familia Basarabilor și Xenopol despre Bazaram-bam ) și a supraviețuit în numele lui Neagoe Basarab, domn al Țării Românești în secolul al XVI-lea.
Familia aristocratică valahă, Văcărescu (Lat. vaccarius) este și ea contestată. Unii o consideră de origine spaniolă. Alții îi atribuie o origine cumano-pecenego Ugrin, vir nobilis in Fagaras la 1200

### De la asimilare la extincție: cumanii în imaginația romantică și post-modernă
Aidoma normanzilor (al căror "caz" sau "model" de asimilare etnică li se poate aplica și cumanilor din Făgărăș ), cumanii și pecegenii au dispărut ca etnie distinctă și de pe teritoriul României și de pe cel al Bulgariei și al Ungariei, tot ceea ce a rămas în urma lor fiind probabil câteva nume de familii.
Se folosesc în mod arbitrar exemple de nume Coman, Comănescu, Comăneci, Comșa și nume de localități.
Etimologia acestora este mai degrabă latină (Latin coma = coama / creastă)
Unele nume pot fi însă datorate cumanilor (totuși cumanii se numeau pe ei inșiși kipceac și deci denominarea Coman de la cuman pare a fi dată de populația în mijlocul căreia au existat).
Coman înseamnă și drac / diavol Ipoteza că acest nume ar proveni de la cumani este puțin probabilă lingvistic 
Interesant este că acoperământul capului caracteristic călugărilor ortodocși se numește Comănac /Comănace  iar cumanii au fost convertiți la catolicism și nu la ortodoxism.
De fapt, nu numai etnogeneza diferitelor uniuni tribale de Pecenegi, Oguzi Vestici (Tork în cronicile Rus) și Cuman-Qipcaqs nu este clarificată dar nici numele lor tribale nu este clar. Vestul (Grecii și Latinii) și uneori sursele Rus îi numeau Comani, Cumani, Kumani. Ungurii Evului Mediu, care au avut relații strânse cu ei și în ale căror teritorii au fugit elementele Cumane în sec. 13 căutând refugiu din fața Mongolilor îi știau după numele “Kun”
Un caz izolat îl reprezintă cel al satului hunedorean Basarabasa, care în enciclopediile austro-maghiare de la începutul secolului XX era descrisă ca fiind o localitate care găzduise o colonie de pecenegi..
Unul din cele câteva cuvinte posibil cumane păstrat în limba română este béci (-uri), cu înțelesul de subsol, pivniță.
,
În secolul al XIX-lea interesul romantic pentru "barbarii" cumani este resuscitat. O bizară dar implauzibilă conexiune între mocani (cioban din regiunile muntoase a căror "patrii" originare se situează în imediata vecinătate vestică respectiv sud-estică a Țării  Făgărașului) și cumani era  vehiculată de Gheorghe Asachi care scria în 1843:
Acești mocani, cari au împrumutat numele lor de la cumani, popor barbar și răzbelic ce în timpul migrațiunei universale se așezaseră în Moldova sub munții de la Comănești spre Neamțu, precum este știut, de atunce până astăzi se ocupă cu păstoria, și numeroasele lor turme le duc toamna spre iernatic pe malul drept al Dunării și la gura ei. Dânșii au aice cotunile lor nomade, cu staule și tării în contra hoților de mare, cu care deseori poartă lupte încruntate [nefuncțională]

Mai recent, interesul în cumani și pecenegi a fost reanimat de un grup al unor tineri istorici români auto-intitulat "Patzinakia"  dând naștere la numeroase controverse, polemici și dispute mai ales cu segmentul istoricilor prin tradiție protocroniști.